# Badula fragilis
Badula fragilis är en viveväxtart som beskrevs av J. Bosser och M.J.E. Coode. Badula fragilis ingår i släktet Badula och familjen viveväxter. Inga underarter finns listade i Catalogue of Life.